# 16122 Wenyicai
16122 Wenyicai è un asteroide della fascia principale. Scoperto nel 1999, presenta un'orbita caratterizzata da un semiasse maggiore pari a 2,4239108 UA e da un'eccentricità di 0,1708414, inclinata di 2,11407° rispetto all'eclittica.